# Alpi di Berchtesgaden
Le Alpi di Berchtesgaden (in tedesco Berchtesgadener Alpen) sono una sottosezione delle Alpi Settentrionali Salisburghesi. La vetta più alta è l'Hochkönig che raggiunge i 2.941 m s.l.m.

## Descrizione
Si trovano in Germania (Baviera) ed Austria (Salisburghese).
Il nome deriva dalla città di Berchtesgaden che si trova al centro del gruppo montuoso.
Buona parte delle Alpi di Berchtesgaden che si trovano nel territorio della Baviera sono protette dal Parco Nazionale di Berchtesgaden.

## Classificazione

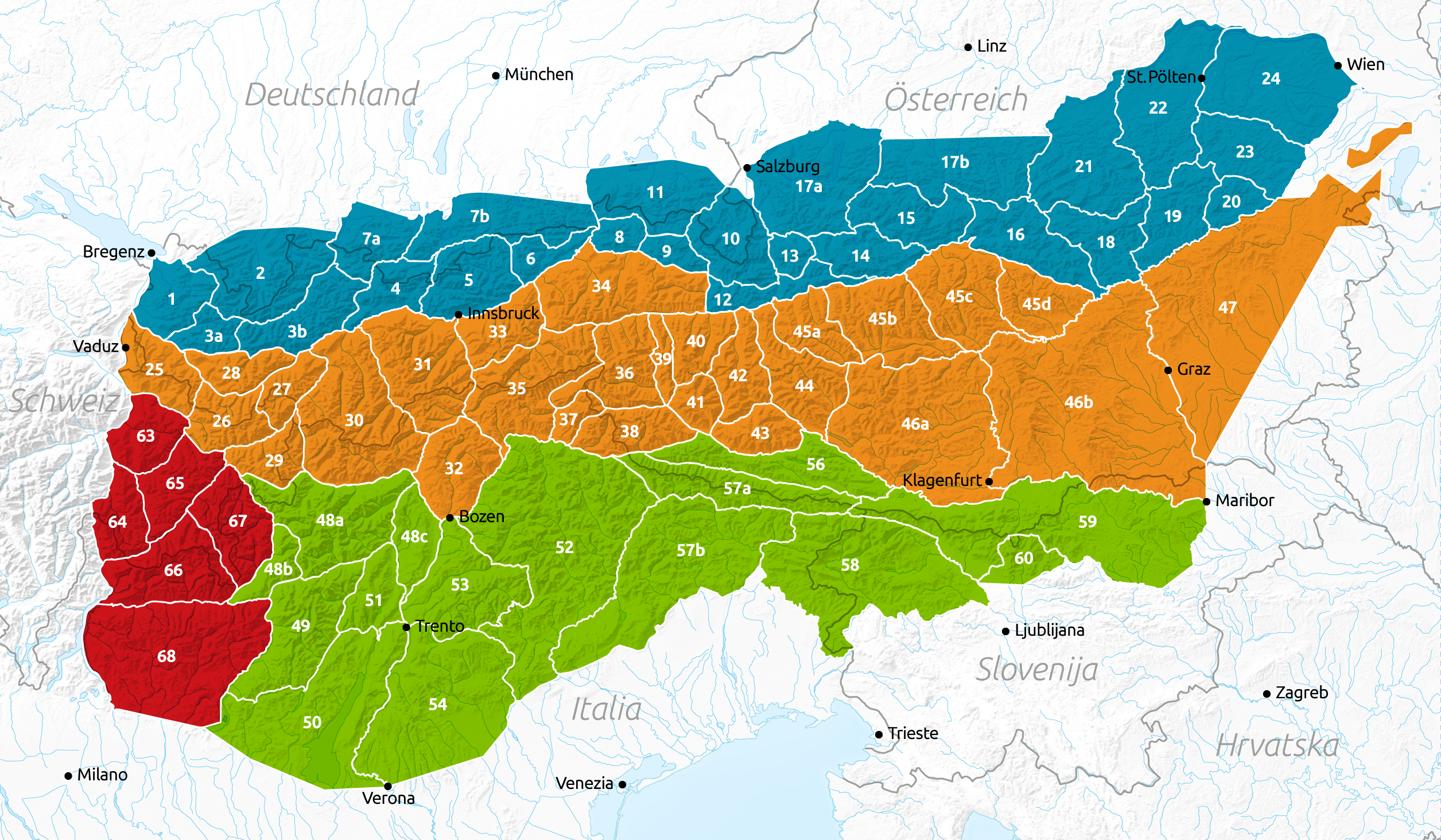
Le Alpi di Berchtesgaden secondo l'AVE sono individuate dal numero 10.

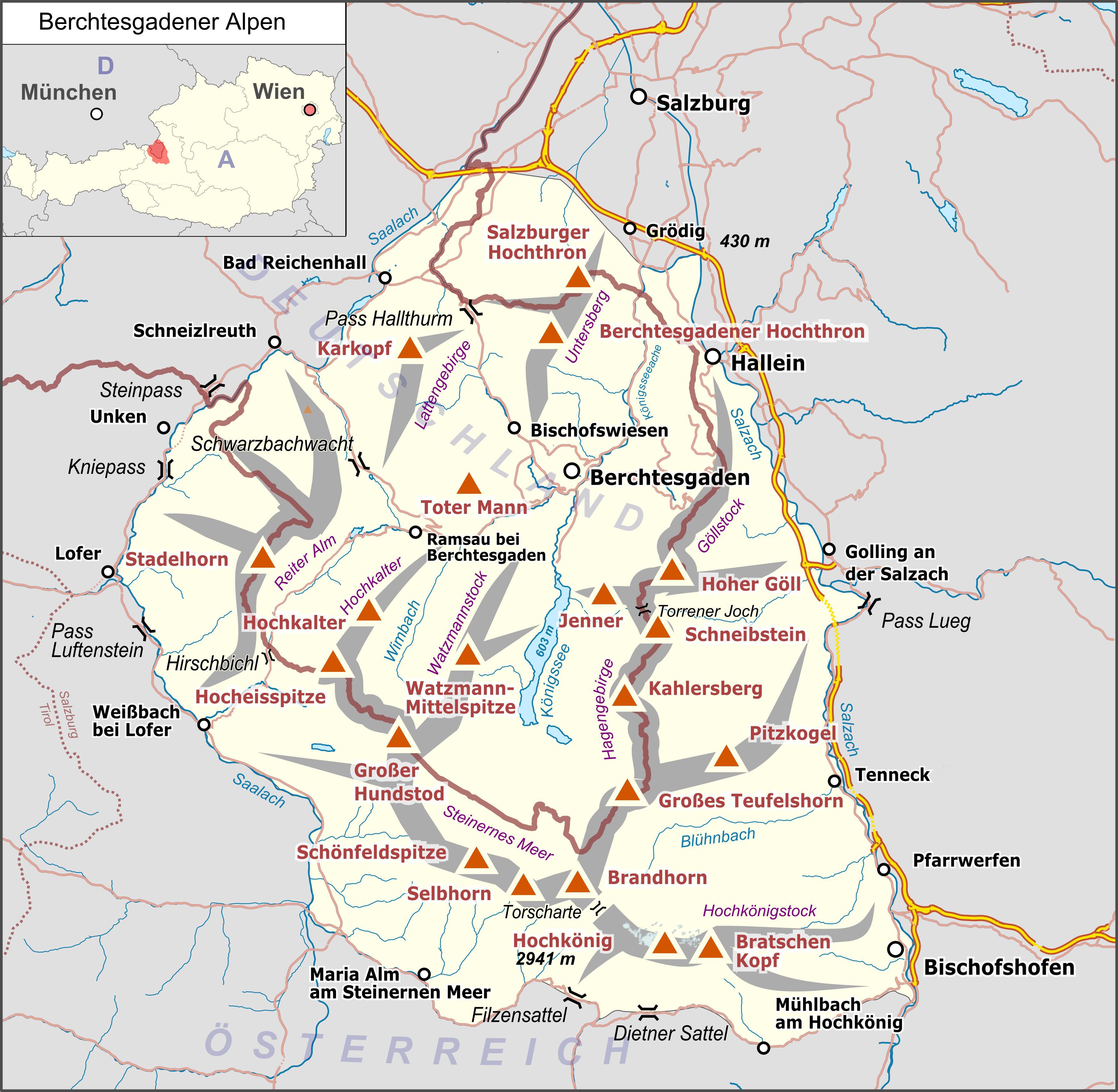
Cartina dettagliata del gruppo montuoso.

Secondo la SOIUSA le Alpi di Berchtesgaden sono una sottosezione alpina con la seguente classificazione:
- Grande parte = Alpi Orientali
- Grande settore = Alpi Nord-orientali
- Sezione = Alpi Settentrionali Salisburghesi
- Sottosezione = Alpi di Berchtesgaden
- Codice = II/B-24.III

Secondo l'AVE costituiscono il gruppo n. 10 di 75 nelle Alpi Orientali.

## Delimitazioni
Confinano:
- a nord si stemperano nella piana di Salisburgo;
- a nord-est con i Monti del Salzkammergut (nelle Alpi del Salzkammergut e dell'Alta Austria) e separate dal corso del fiume Salzach;
- ad est con i Monti di Tennen (nella stessa sezione alpina)  e separate dal corso del fiume Salzach;
- a sud con le Alpi Scistose Salisburghesi (nella stessa sezione alpina);
- a sud-ovest con i Monti dello Stein (nella stessa sezione alpina) e separate dal corso del fiume Saalach;
- a nord-ovest con le Alpi del Chiemgau (nelle Alpi Bavaresi) e separate dal corso del fiume Saalach.

## Suddivisione

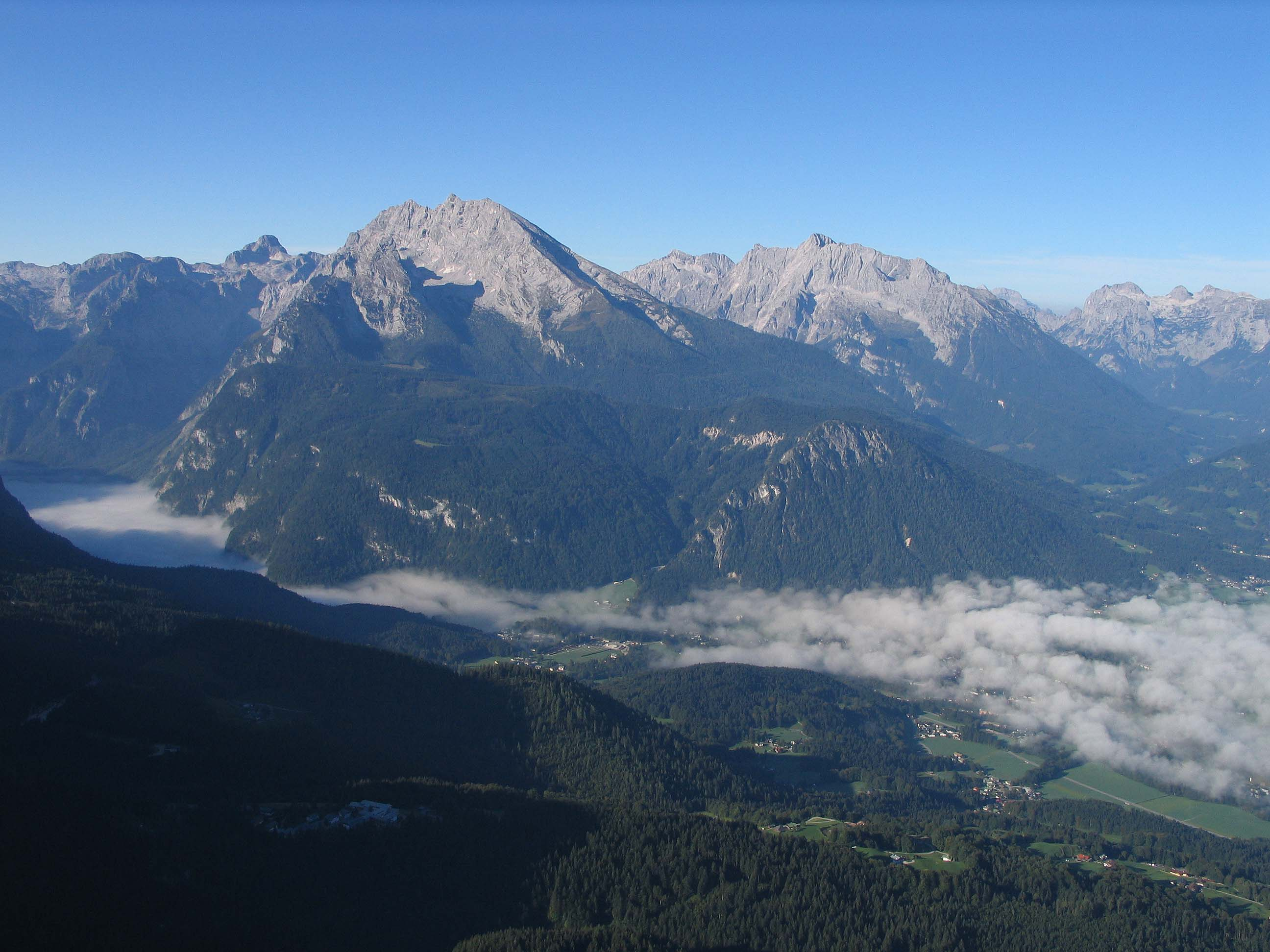
Panorama delle montagne.

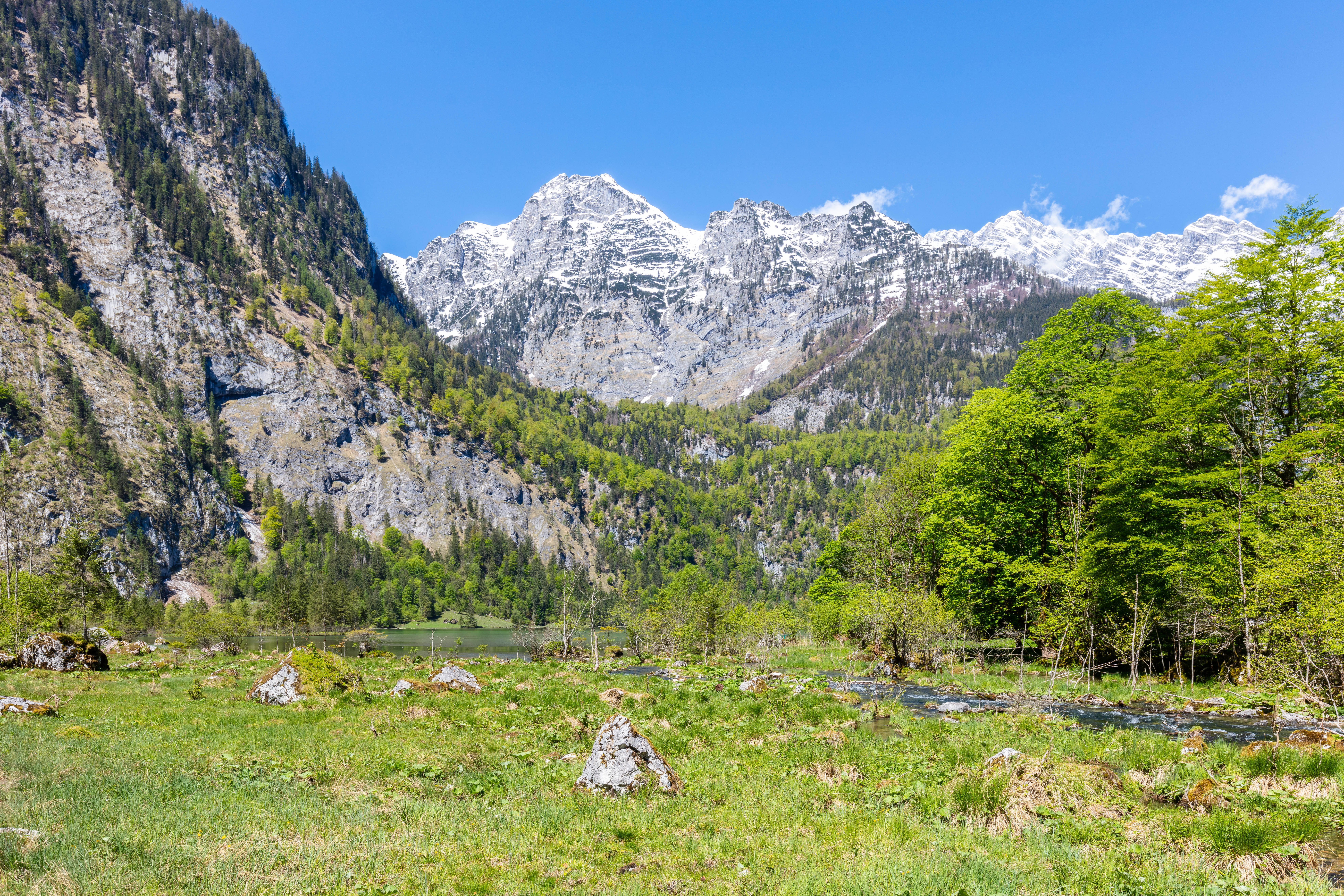
Vista da Königssee

Si suddividono in quattro supergruppi, nove gruppi e ventisei sottogruppi:
- Alpi Meridionali di Berchtesgaden (A)
  - Gruppo dell'Hochkönig (A.1)
    - Nodo dell'Hochkönig (A.1.a)
    - Catena del Tennek (A.1.b)
    - Catena Floßkogel-Eibleck (A.1.c)
    - Catena Schoberköpfe-Torsäule (A.1.d)
    - Catena del Mandlwand (A.1.e)

  - Steinernes Meer (A.2)
    - Gruppo del Selbhorn (A.2.a)
    - Gruppo del Funtenseetauern (A.2.b)
    - Gruppo dello Schönfeldspitz (A.2.c)
    - Gruppo dell'Hundstod (A.2.d)
- Alpi Centro-orientali di Berchtesgaden (B)
  - Monti dell'Hagen (B.3)
    - Gruppo Teufelshörne-Kahlersberg (B.3.a)
    - Catena Riffkopf-Tristkopf (B.3.b)
    - Massiccio del Gotzen (B.3.c)

  - Gruppo del Göll (B.4)
    - Göllstock (B.4.a)
    - Catena Ahornbüchsenkopf-Roßfeld (B.4.b)
- Alpi Centro-occidentali di Berchtesgaden (C)
  - Watzmannstock (C.5)
    - Watzmann (C.5.a) Watzmann

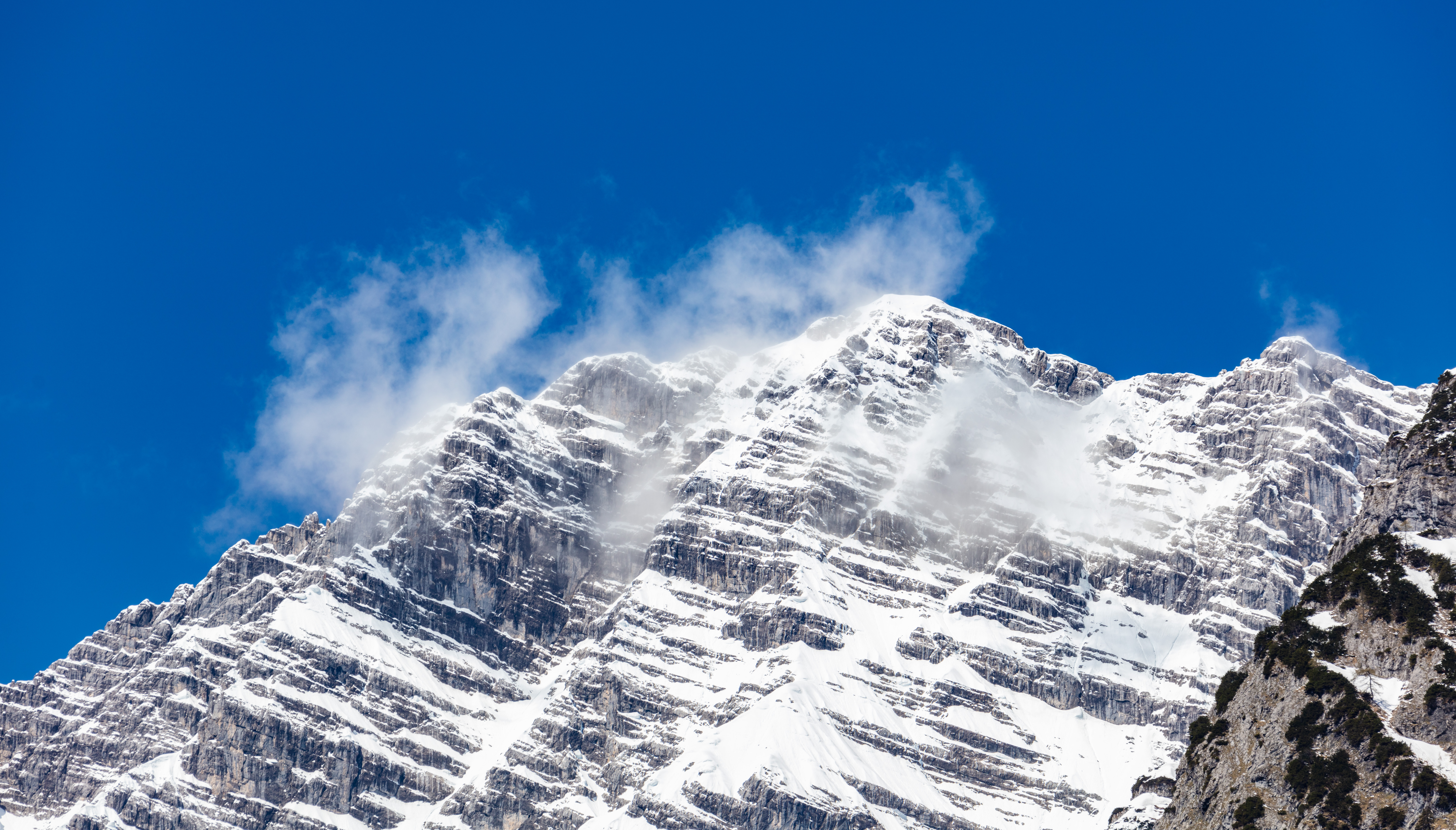
Watzmann

    - Catena Archenkopf-Grünstein (C.5.b)

  - Catena dell'Hochkalter (C.6)
    - Gruppo dell'Hocheisspitz (C.6.a)
    - Gruppo dell'Hochkalter (C.6.b)
- Alpi Settentrionali di Berchtesgaden (D)
  - Alpi di Reiter (D.7)
    - Catena dello Stadelhorn (D.7.a)
    - Catena dell'Häuslhorn (D.7.b)
    - Catena del Weitschartenkopf (D.7.c)

  - Monti di Latten (D.8)
    - Catena Törlkopf-Karspitz (D.8.a)
    - Catena Pfaffenbühel-Toter Mann (D.8.b)
    - Catena del Lattenhaupt (D.8.c)

  - Untersberg (D.9)
    - Catena del Berchtesgadener Hochthorn (D.9.a)
    - Catena del Salzburger Hochthorn (D.9.b)

I quattro sottogruppi sono collocati nei vari punti cardinali a partire dalla loro denominazione. Tra i quattro gruppi montuosi si stende il Königssee.

## Vette principali

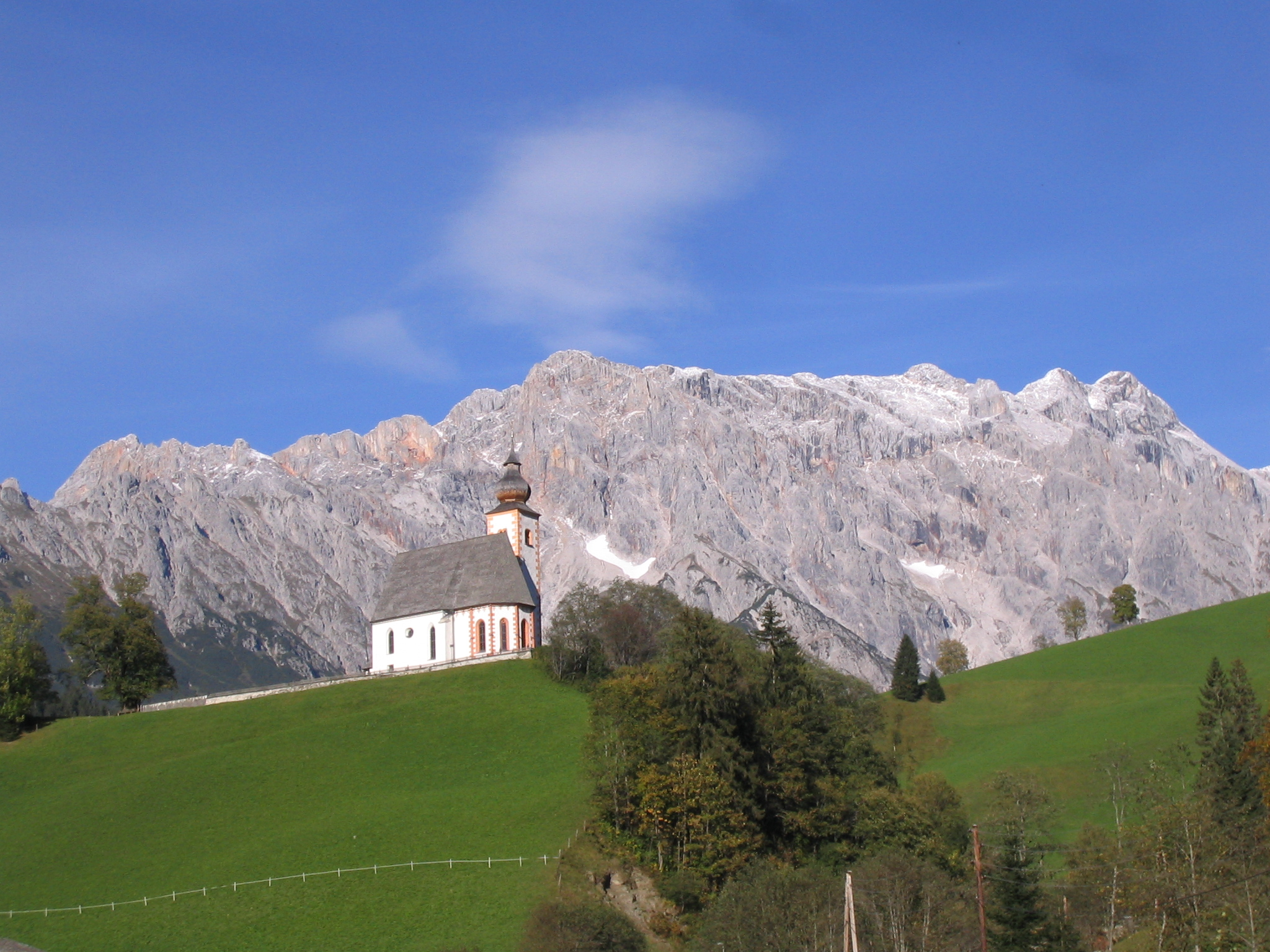
L'Hochkönig.

- Hochkönig - 2.941 m
- Watzmann - 2.713 m
- Selbhorn - 2.655 m
- Schönfeldspitze - 2.653 m
- Hochkalter - 2.607 m
- Großer Hundstod - 2.593 m
- Torsäule - 2.588 m
- Funtenseetauern - 2.579 m
- Hocheisspitze - 2.523 m
- Hoher Göll - 2.522 m
- Teufelshörner - 2.363 m
- Stadelhorn - 2.286 m